# Capa

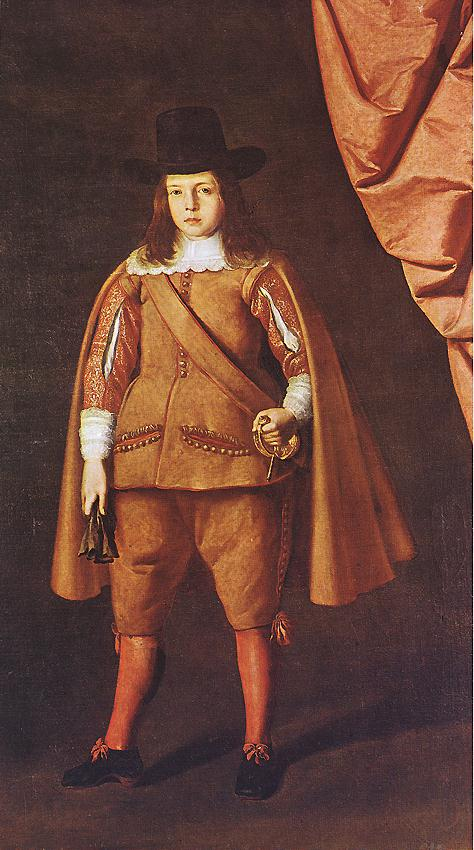
Duque de Medinaceli con capa

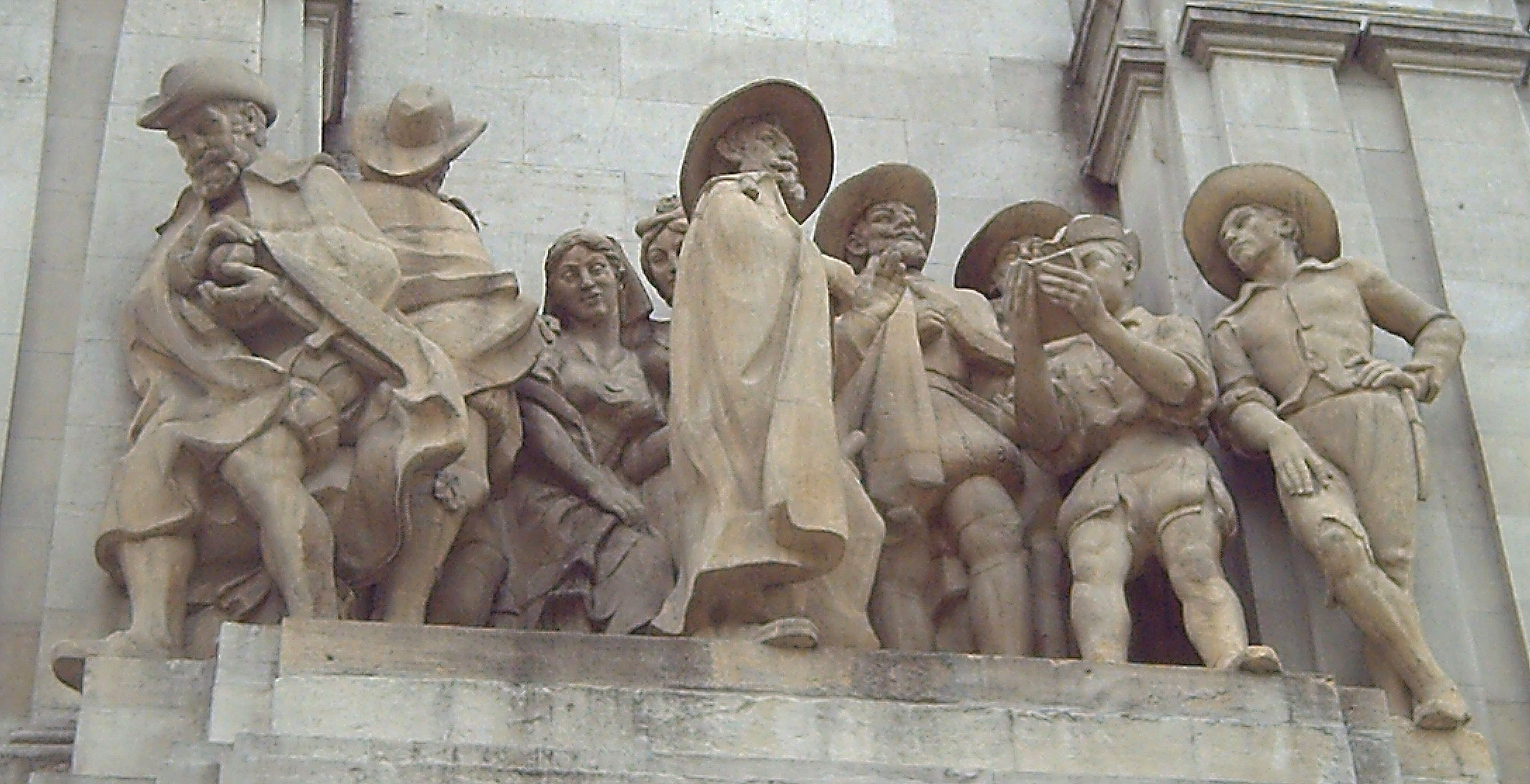
Personajes de Rinconete y Cortadillo portando capa

Una capa es una prenda de abrigo que cubre la parte posterior y delantera del torso, sujetándose mediante un broche ubicado sobre uno de los hombros o al cuello. Su forma se va ensanchando de manera progresiva hacia los pies. En su forma más básica, la capa suele consistir en un pedazo de tela, aunque durante su evolución a lo largo de los siglos se llegaron a confeccionar algunos modelos con mangas y otros accesorios. Se utilizaron muy comúnmente durante los siglos XVI y XVII conociendo su apogeo a finales del siglo XIX, antes de caer en desuso a lo largo del siglo XX. 

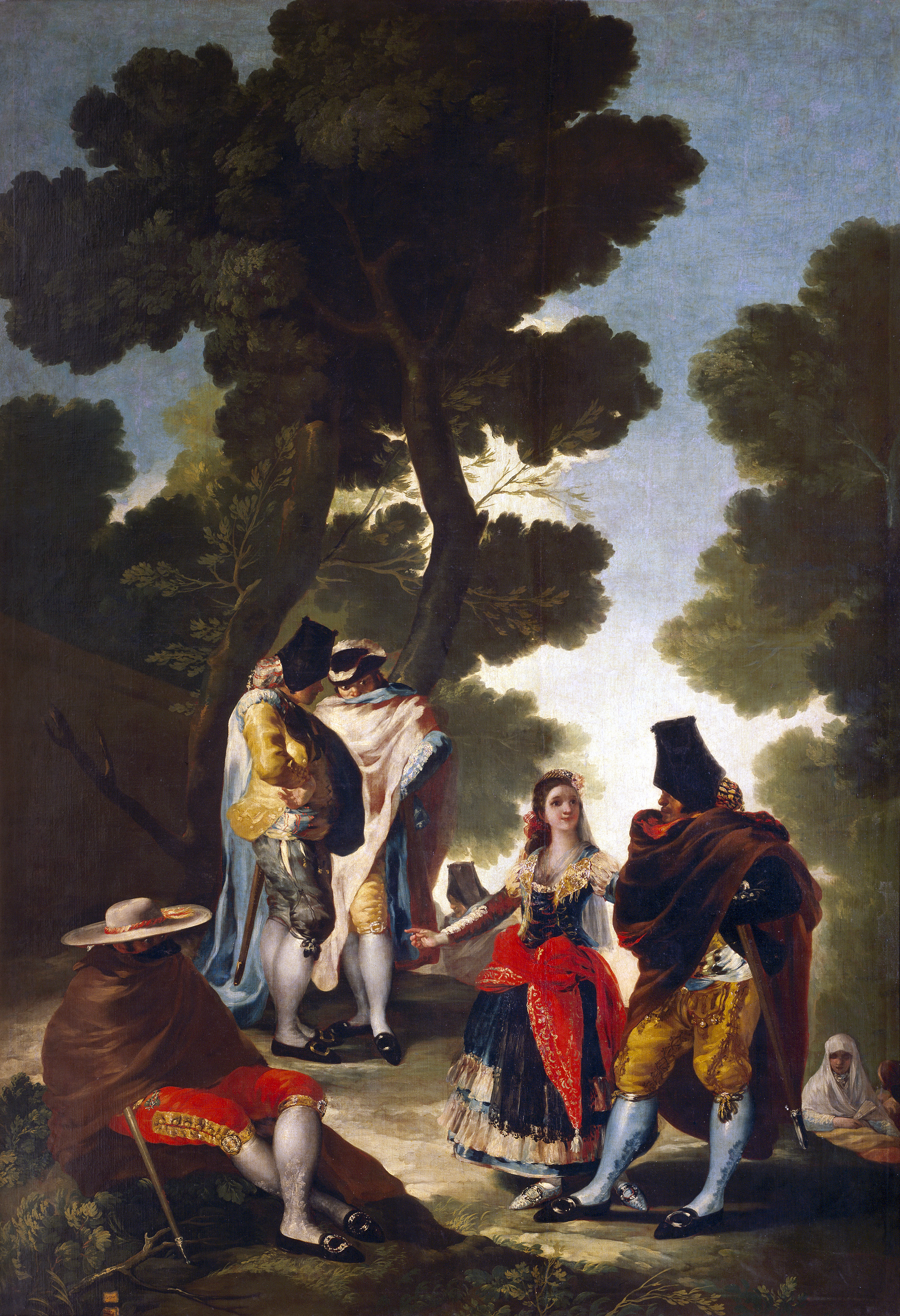
La maja y los embozados (1777), uno de los cartones de Goya, Museo del Prado. Los personajes masculinos aparecen ataviados con capas largas y chambergos, prendas prohibidas sucesivamente en las Reales Órdenes y bandos publicados en 1716, 1719, 1723, 1729, 1737, 1740 y 1745. La opossición a esta ley sería una de las reclamaciones más célebres del motín de Esquilache.

## Modelos y confección

### La capa en el Siglo de Oro español
Durante los siglos XVI y XVII se usaban dos modelos de capas bien diferenciados y con sus características particulares: el herreruelo y el bohemio. Aparte de estos dos apelativos existía el de «capa» refiriéndose a una prenda más o menos larga, bien descrita especialmente en los inventarios y en las obras literarias. Empezaron llamándose «capas manchegas» y así consta en el inventario del duque del Infantado. En el siglo XVII ya no aparece el nombre de manchega, aunque los modelos sean los mismos.

Capas
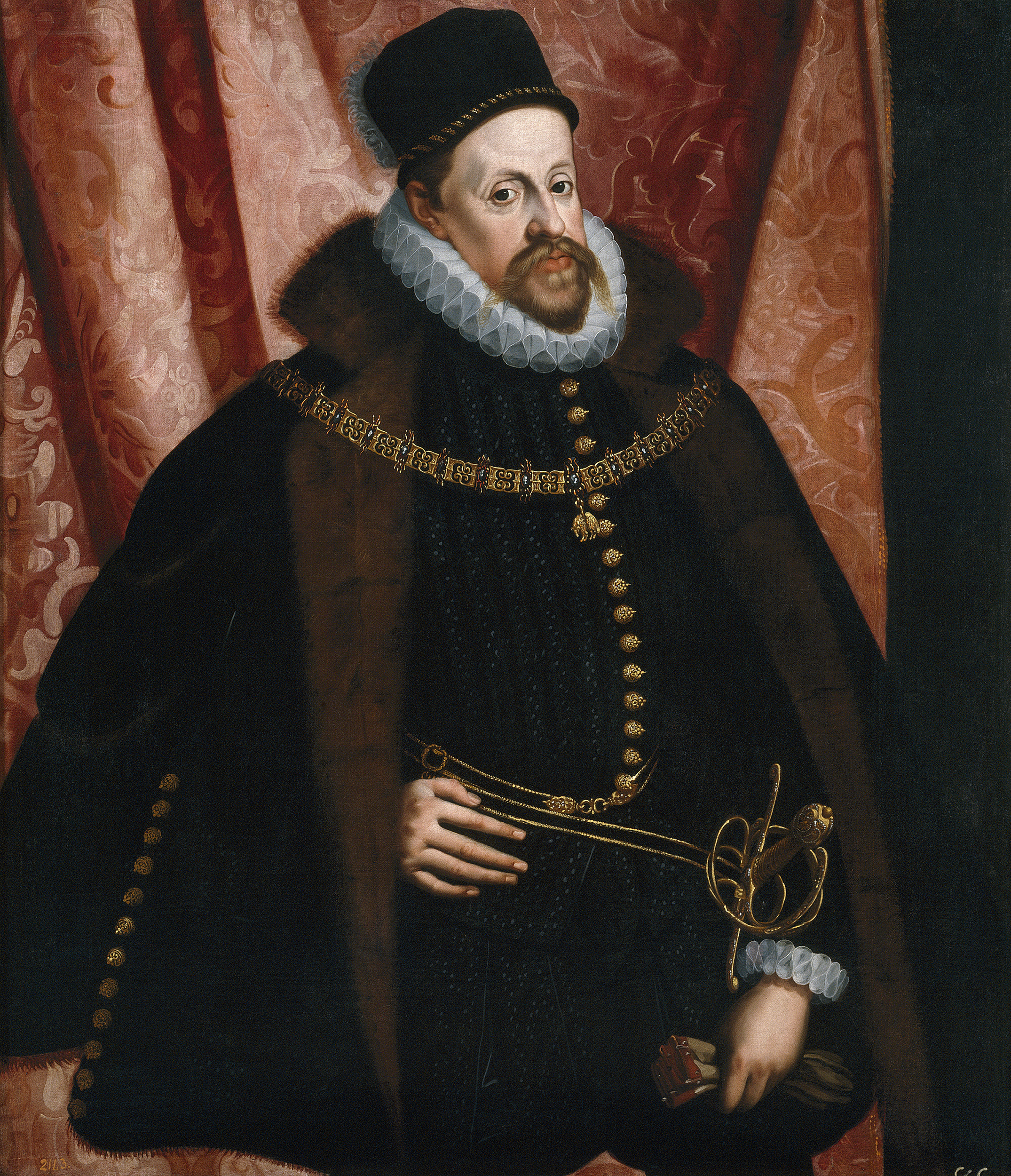
Tipo de capa llamada bohemio. Duque de Styria
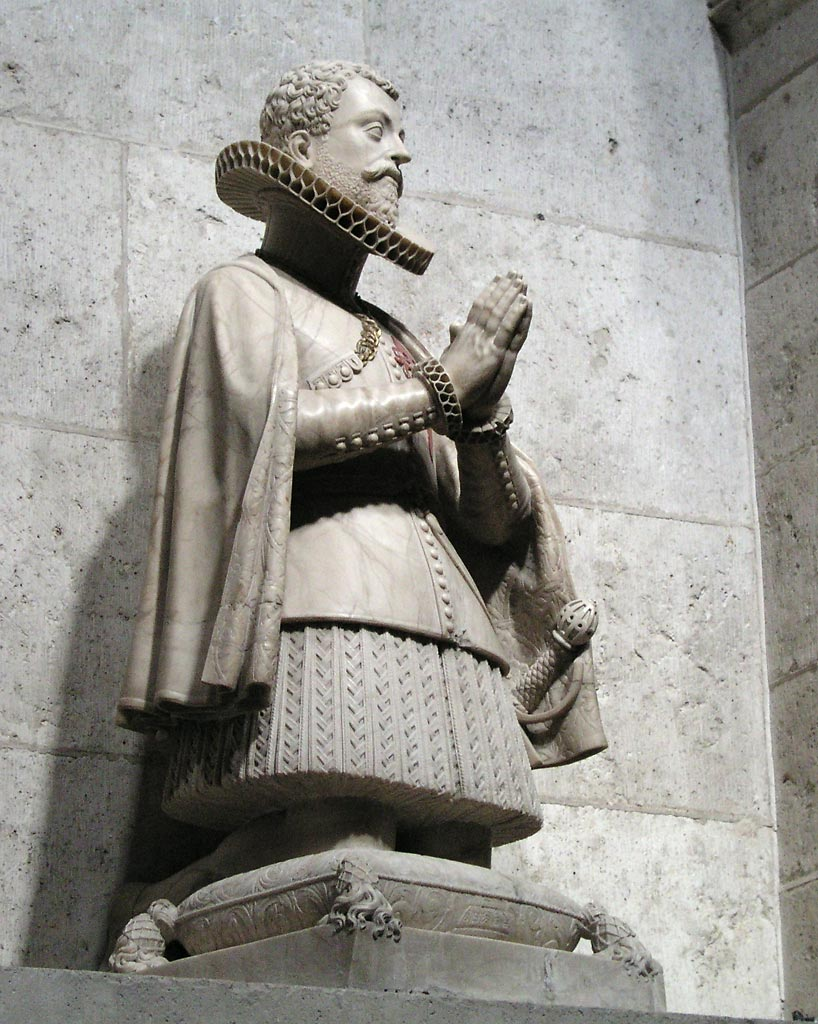
Capa llamada herreruelo o ferreruelo. Antonio Cabeza de Vaca

Los distintos modelos muestran capas cortas, largas, hasta la cintura o hasta las rodillas. En la novela corta de Miguel de Cervantes titulada Rinconete y Cortadillo el autor describe en varias ocasiones la capa que llevaban sus personajes e incluso el uso que se daba a veces a la capilla. Monipodio «Traía cubierta una capa de bayeta casi hasta los pies», «Monipodio le asió de la capa de mezcla que traía puesta, [...]», «Bajaron todos, y, poniéndose Monipodio en medio dellos, sacó un libro de memoria que traía en la capilla de la capa y dióselo a Rinconete que leyese, porque él no sabía leer.» Todas estaban forradas y confeccionadas con tejidos que generalmente eran de calidad y de diverso colorido; el color negro estaba reservado casi en exclusiva a los hombres cuyos oficios se consideraban más serios como jurisconsultos, clérigos y universitarios. El dramaturgo Calderón de la Barca les llamaba «hombres de capa negra».
Los forros
Dependiendo de la estación del año los forros podían ser de felpa en el invierno, de tafetán en el verano. Además las capas de lujo se forraban con brocado y telas de fantasía. Los forros se tenían muy en cuenta y se consideraban una pieza valiosa. Así lo demuestran los inventarios, como en este ejemplo que dice, «Otro forro de capa, de felpa de pelo largo, de primavera.» 
La esclavina

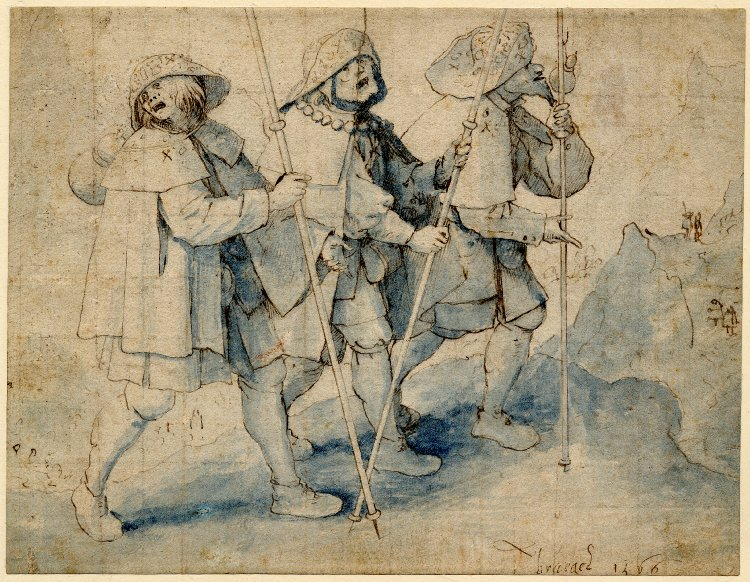
Peregrinos con capa y esclavina

La esclavina empezó llamándose capilla. Era una pieza añadida que podía formar parte o ser independiente. En los inventarios se hace alusión clara a esta parte de la capa cuando se insiste en aclarar que «es una capa con su capilla» o bien se dice capa sin más. Incluso se refieren a veces a capillas de capas cuando era una pieza de quita y pon. Esta capilla estaba a veces forrada con el mismo tejido del forro de la capa y otras veces con una tela distinta. Los botones como adorno era algo muy usado para que la prenda tuviera aspecto más lujoso sobre todo si esos botones no solo eran de fantasía sino de oro y seda. El dramaturgo español Lope de Vega se refiere al uso de estos botones en alguna de sus obras. Un ejemplo se halla en La difunta pleiteada II, Ac. N., IV, p. 557b.
- [...] la capa aforrada en tela,
- y de fuera guarnecida
- con botones de diamantes
- dividida la capilla.

Broche o fiador
El fiador era un broche o cordón de seda para sujetar la capa en el cuello y no llevarla suelta pues además de ser incómodo porque no se podía tener las manos libres se estaba expuesto al robo. De hecho existían los llamados capeadores, ladrones que arrebataban las capas de un tirón. El fiador fue una novedad cuyo uso apareció en el siglo XVII.
Los tejidos
Las capas se confeccionaban con tejidos bien diferenciados teniendo en cuenta aparte del gusto particular y la clase social, la estación del año, que fuera de día o de noche y el lujo y ostentación. El colorido también jugaba un papel importante que solía emplearse especialmente para llevar por la noche. Se utilizaba mucho la bayeta y el tejido de raja que era más fino que la bayeta. El terciopelo se consideraba muy elegante. En este caso las capas se adornaban con una guarnición que podía variar en los distintos modelos; la guarnición más utilizada era la compuesta por trencillas formadas por engandujados (o plegados) que tenían puntillas (encajes) en el borde.

## Inventarios
Se conoce el uso y la forma de la capa en tiempos antiguos gracias a las descripciones de los escritores y al testimonio de los pintores así como la gran fuente de información que se consigue en los inventarios de los archivos tanto privados como oficiales. Se encuentran inventarios en las Cédulas Reales, Ordenanzas, Mayorazgos, Capitulaciones matrimoniales, Tasaciones, además de lo encontrado en la CODOIN (Colección de Documentos Inéditos para la Historia de España). Sin olvidar el AHN (Archivo Histórico Nacional) que es una fuente de gran riqueza.

## Adjetivo
En ocasiones se usa como adjetivo para referirse a una persona destaca, inteligente o astuta.
Por ejemplo: "¡Tamara es la más capa de todas!"